# わが恋は燃えぬ
わが恋は燃えぬ（わがこいはもえぬ）は、1949年に公開された日本映画。配給は松竹。84分、モノクロ、スタンダードサイズ、検閲認証番号:10159。

## 概要
明治・大正時代、婦人解放運動に苦闘した先駆者・影山英子(福田英子）の半生をもとに描く。

## キャスト
- 平山英子
演 - 田中絹代
- 千代
演 - 水戸光子
- 平野梅子
演 - 平野郁子
- 平野確
演 - 荒木忍(大映)
- 岸田俊子
演 - 三宅邦子(特別出演 新東宝)
- 重井憲太郎
演 - 菅井一郎(東宝)
- 稲垣大助
演 - 千田是也(俳優座)
- 井藤俊文
演 - 東野英治郎(俳優座)
- 作次郎
演 - 宇野健之助
- 早瀬竜三
演 - 小沢栄太郎(俳優座)
- 荒井樟雄
演 - 松本克平(俳優座)
- 製糸工場の監督
演 - 浜田寅彦(俳優座)
- 坂崎武
演 - 清水将夫(劇団民藝)
- 村田隆
演 - 宇野重吉(劇団民藝)
- 自由亭のおやじ
演 - 小堀誠
- お政
演 - 沢村貞子
- 大迫貞道
演 - 富本民平
- 赤まん
演 - 村田宏壽(大映)
- 岡島清
演 - 永田光男
- 池田壽雄
演 - 青山宏
- 富井於蒐
演 - 忍美代子

## スタッフ
- 監督：溝口健二、酒井辰雄、岡田光雄
- 脚本：依田義賢、新藤兼人
- 原案：野田高梧
- 製作：絲屋寿雄、島津清
- 撮影：杉山公平、梨木友太郎
- 美術：水谷浩、荒川大、大角純一
- 音楽：伊藤宣二
- 録音：高橋太郎、川北武夫
- 照明：寺田重雄、芳川実
- 風俗考証：甲斐荘楠音
- 装置：松野喜代春
- 装飾：山口末吉
- 編集・記録：坂根田鶴子
- 床山：井上力三
- 結髪：木村よし子
- 衣裳：中村つま
- 移動効果：小辻照三
- 普通写真：三浦専三
- 宣伝担当：藤井幸男
- 経理担当：藤岡正一
- 演技事務：保瀬英二郎
- 進行担当：久保友次
- 演奏：松竹京都管絃楽団
- 主題歌
津村謙(台詞:田中絹代) 「わが恋は燃えぬ」
小夜宮孝子 「愛の灯」